# Alföldi hosszúorrú mókus
Az alföldi hosszúorrú mókus (Hyosciurus ileile) az emlősök (Mammalia) osztályának a rágcsálók (Rodentia) rendjébe, ezen belül a mókusfélék (Sciuridae) családjába tartozó faj.

## Elterjedése
Indonéziában őshonos veszélyeztetett mókusfajta. Celebesz szigetének északi részén él.

### Fordítás
- Ez a szócikk részben vagy egészben  a   Lowland Long-nosed Squirrel című angol Wikipédia-szócikk fordításán alapul.  Az eredeti cikk szerkesztőit annak laptörténete sorolja fel. Ez a jelzés csupán a megfogalmazás eredetét és a szerzői jogokat jelzi, nem szolgál a cikkben szereplő információk forrásmegjelöléseként.